# バギオ
バギオ（Baguio）または (Lungsod ng Baguio) は、フィリピン北部ルソン島のコルディリェラ行政地域（Cordillera Administrative Region, CAR）にある都市で、この地域の中心的な存在である。

## 概要
ベンゲット州の領域内にはあるが、どこの州にも属さない独立した都市である。バギオは観光地であり、近くにあるUNESCOの世界遺産にも登録されているコルディリェーラの棚田群など、見所が豊富で多くの観光客が訪れる。面積は49km2、人口は345,366人（2015年）である。

### 気候
高地にあることから年中冷涼な気候で、以前は3月から5月にかけて大統領府などの政府機関が移転していた。このことからバギオは「サマーキャピタル」とも呼ばれている。一年を通して平均最高気温が26℃を超えることはなく絶好の避暑地となっている。山岳地帯にあるため雨季の雨は非常に多く、7月から9月はほぼ毎日雨が降る。
| バギオの気候           | バギオの気候 | バギオの気候 | バギオの気候 | バギオの気候  | バギオの気候   | バギオの気候   | バギオの気候   | バギオの気候  | バギオの気候   | バギオの気候   | バギオの気候 | バギオの気候 | バギオの気候     |
| 月                     | 1月          | 2月          | 3月          | 4月           | 5月            | 6月            | 7月            | 8月           | 9月            | 10月           | 11月         | 12月         | 年               |
| ---------------------- | ------------ | ------------ | ------------ | ------------- | -------------- | -------------- | -------------- | ------------- | -------------- | -------------- | ------------ | ------------ | ---------------- |
| 平均最高気温 °C （°F） | 22.6 (72.7)  | 23.6 (74.5)  | 24.7 (76.5)  | 25.1 (77.2)   | 24.6 (76.3)    | 23.6 (74.5)    | 23.0 (73.4)    | 22.0 (71.6)   | 22.9 (73.2)    | 23.5 (74.3)    | 23.2 (73.8)  | 22.8 (73)    | 23.47 (74.25)    |
| 日平均気温 °C （°F）   | 17.8 (64)    | 18.4 (65.1)  | 19.6 (67.3)  | 20.4 (68.7)   | 20.5 (68.9)    | 20.0 (68)      | 19.6 (67.3)    | 18.9 (66)     | 19.3 (66.7)    | 19.5 (67.1)    | 19.0 (66.2)  | 18.4 (65.1)  | 19.28 (66.7)     |
| 平均最低気温 °C （°F） | 12.9 (55.2)  | 13.1 (55.6)  | 14.3 (57.7)  | 15.5 (59.9)   | 16.2 (61.2)    | 16.2 (61.2)    | 16.0 (60.8)    | 15.9 (60.6)   | 15.7 (60.3)    | 15.4 (59.7)    | 14.8 (58.6)  | 14.0 (57.2)  | 15 (59)          |
| 雨量 mm （inch）       | 15.2 (0.598) | 23.4 (0.921) | 46.0 (1.811) | 104.1 (4.098) | 341.1 (13.429) | 475.8 (18.732) | 781.9 (30.783) | 905.0 (35.63) | 570.9 (22.476) | 454.3 (17.886) | 97.4 (3.835) | 26.2 (1.031) | 3,841.3 (151.23) |
| 平均降雨日数           | 3            | 3            | 5            | 9             | 20             | 22             | 26             | 27            | 24             | 17             | 8            | 4            | 168              |
| % 湿度                 | 85           | 84           | 83           | 84            | 88             | 89             | 92             | 93            | 91             | 89             | 86           | 84           | 87.3             |
| 出典：PAGASA           |              |              |              |               |                |                |                |               |                |                |              |              |                  |

フィリピン内で台風が多く襲来するのがルソン島北部で、タガログ語で台風（熱帯低気圧）をBagyoというが、これはバギオの地名に由来する。

## 歴史
マゼランが1521年にセブ島に上陸して以来約350年間スペインがフィリピンを植民地支配していた。1898年、米西戦争の結果、スペインを破ったアメリカが僅か＄2000万でフィリピンを買い受け、以後スペインに代わってアメリカがこの地を植民地とした。その支配はフィリピンが1946年に独立を果たすまで続いた。このアメリカ支配時代、マニラの暑さに耐えかねたアメリカ人らによって避暑地としてのバギオの開発がはじまった。

### バギオと日本人

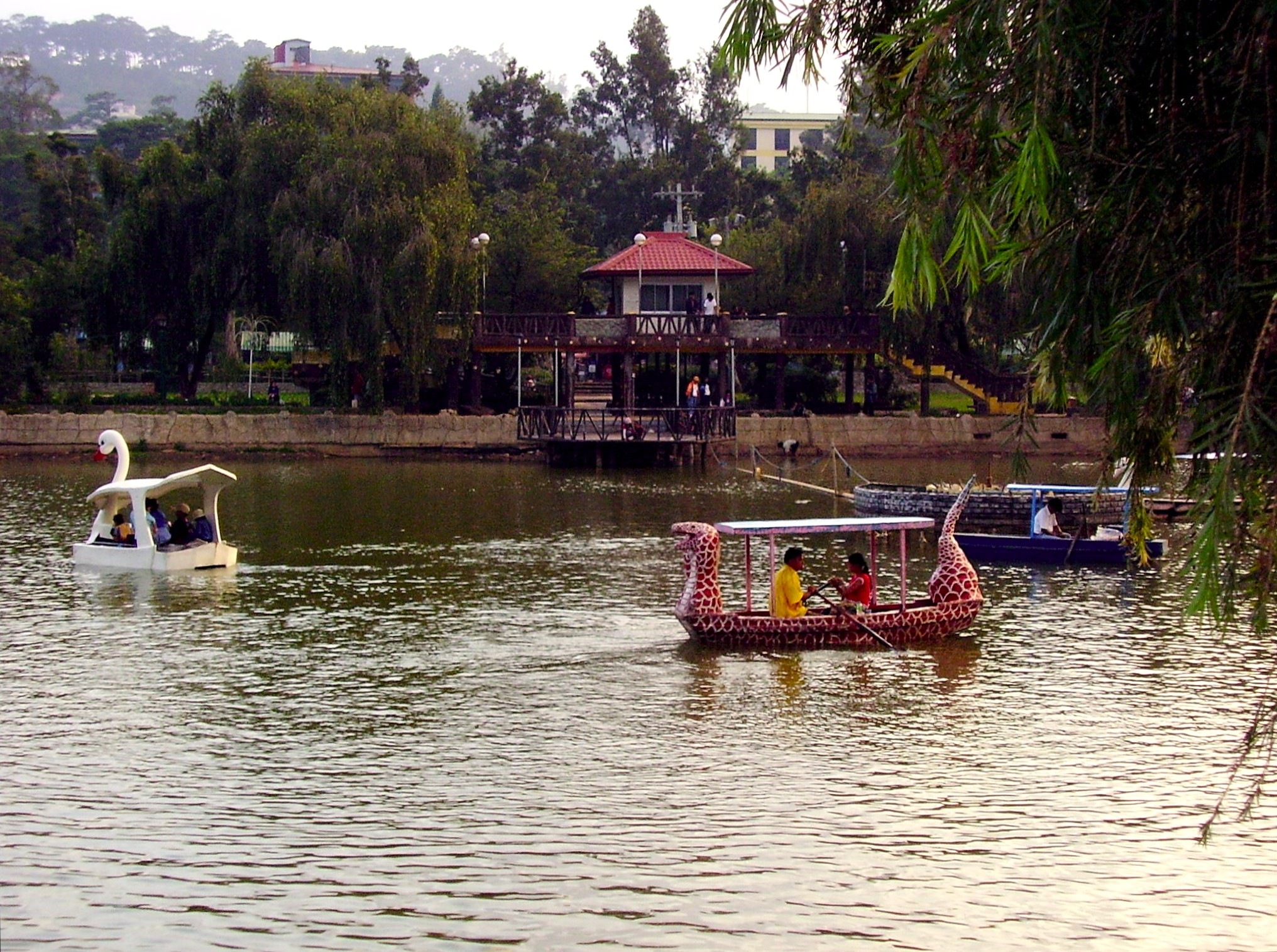
バーハム公園

バギオ開発の当初、道路建設で難渋したアメリカ人は日本人の勤勉さに着目し、日本からの移民にその建設を託した。移民日本人は劣悪な労働条件のもと峻烈を極める自然と闘い多くの犠牲者を出しながらようやく1903年に完成した。道路の名前は建設責任者の名前を取ってケノン道路と呼ばれているが現地では日本人が造った道路と認識されているとのこと。
この建設に従事した日本人の一部はフィリピン人と結婚するなどして現地に残った。彼らの中にはその勤勉さでもって事業に成功した人も多く、結果、現地の日本人の地位は次第に向上し、第二次大戦が起こる以前の時代その繁栄はピークに至った。戦争中の1943年11月27日には、バギオに領事館が設置されている。
シスター海野は1973年に北ルソン比日友交協会を設立、1974年奨学金制度を始めるなど日系人の地位向上に尽力した。一方ではフィリピン人を貧困から救うため1983年に農業協同組合を創設するなどフィリピン人の生活向上にも多大に尽力し、バギオ市のあるベンゲット州から名誉州民の称号を贈られた。1989年シスター海野が死去した後、その活動はカルロス寺岡・寺岡マリエの兄妹、尾辻ヨシの各人に引き継がれ今日に至っている。その後の日系人社会の発展と現地のフィリピン人の生活向上に尽くしてきたことで、彼らは比日両国民から尊敬を集めている。
このような歴史からバギオと日本人の関わりは非常に深いものがある。

## 教育
- セントルイス大学 (フィリピン)
- フィリピン大学バギオ校（英語版）
- バギオ大学（英語版）
- コーディリエラ大学 (University of the Cordilleras)
- 語学学校(英語）
  - アジア人向け英語学校が10校以上有り(韓国人経営が多い)、講師はフィリピン人で、生徒は韓国人が最多で次いで日本人が多い。そのため、バギオの街中では日本人に出くわすことが少なくない。

## 観光
避暑地としてフィリピン国内の有名な観光地の一つとして賑わっている。
毎年2月にはフラワーフェスティバルが行われ、多くの観光客が訪れる。
マニラから長距離バスにて6-8時間、ビクトリーライナーのデラックスバスで約4時間30分。

## 姉妹都市 国際
- 稚内市（日本）
- 羽生市（日本）
- クスコ（ペルー）

## 姉妹都市 国内
スーヨ（フィリピン）